# ルノー・スポール・R.S.01
ルノー・スポール・R.S.01（Renault Sport R.S.01）は、フランスの自動車メーカー、ルノーのパフォーマンス部門であるルノースポールが製造するスポーツレーシングカーである。ルノー・メガーヌ・トロフィーの後継モデルとして、ルノーのワンメイクレース・シリーズである「ルノー・スポール・トロフィー」に参戦するために作られた。その後、GT3クラスのレースシリーズに参戦するため、SROモータースポーツグループによってグループGT3のホモロゲーションが取得された。トロフィー仕様のR.S.01は、ルノーが製造した最強のワンメイクレーサーであり、市販車をベースにしていない唯一のレーシングカーでもある。
この車両は2014年の2014 モスクワ国際モーターショーで発表された。
ルノー・スポール・トロフィーが2016年をもって廃止されたため、本車はわずか2年でその活躍の場を失う事となってしまった。その後グループGT3規格に合わせてチューニングしたR.S.01 GT3は2016年よりデリバリーが開始され、SRO公認外のニュルブルクリンク24時間レース・インターナショナルGTオープン・VdeV耐久シリーズ等で活躍した。

## 開発
この車は、デザインマネージャーのローレンス・ヴァン・デン・アッカーとデザインディレクターのエリック・ディメールの指揮の下、ルノーのギュイヤンクールスタジオにて日本人デザイナーのアキオ・シミズによってデザインされた。ディメールによれば、このクルマは、ルノーのモデルの中でもユニークで象徴的なモデルとなるよう、通常のプロセスを超えたデザインの到達点を目指したものであり、R.S. 01のデザインプロセスは「コンセプトカーのデザインに似ていた」という。
5ヶ月で完成したR.S.01のデザインは、GTレーシングカーに似ており、低く構えたエアロダイナミクスデザインと、車体構造と重量配分によるアンバランスなオーバーハングが特徴である。R.S.01は、2010年のルノー・デジールや2012年のアルピーヌ・A110-50といったコンセプカーとデザインを共有している。

### 詳細な仕様
R.S.01は、日産・GT-Rと同じ3.8リッターのVR38DETTエンジンを、縦置きミッドシップの配置で搭載している。このエンジンは、ニスモとギブソン・テクノロジーによって調整されている。エンジンのレブリミットは6800 rpmで、最高出力は500馬力、最大トルクは600Nmにチューニングされている。このパワーは、ZF製の長寿命でアンチストール機能を備えたクラッチプレートを備えたSadev製の7速シーケンシャルトランスミッションとリミテッドスリップディファレンシャルを介して作動する。XAP社製の電磁アクチュエーターがR.S. 01のシーケンシャル制御を司り、ステアリングホイールのパドルで操作する。電子制御にはトラクションコントロールを備えたPectel SQ6Mシステムを採用し、データ収集にはコスワースのICD Proシステムを使用している。車両の最高速度は300km/h以上で、最高速度域で1,200kgのダウンフォースを発生する。
シャシーはダラーラ製カーボンファイバーモノコックにスチール製ロールケージとクラッシュボックスを組み合わせたものである。2014年からのFIA LMP1レギュレーションに準拠しており、車重は1,145kg。直径380mmのカーボン製ブレーキディスクと6ピストンキャリパーはPFC（パフォーマンス・フリクション・コーポレーション）製で、ABSはボッシュ製。ホイールはブレイド製、タイヤはミシュラン製でR.S.01専用設計である（サイズはフロントが30/68 R18、リアが31/71 R18）。ダブルウィッシュボーン式プッシュロッドサスペンションは、オーリンズ製の2ウェイ調整式ダンパーをフロントとリアに採用している。
ルノーによると、R.S.01のパフォーマンスは、GT3スポーツカーとDTMクラス1ツーリングカーの中間に位置するとのことである。

#### GT3ホモロゲーション
ルノーは2015年にR.S.01でGT3レースに参戦し、カテゴリーレギュレーションに準拠するために車のデチューンと重量追加を行った。エンジンの出力は500 hp (373 kW; 507 PS) に減少したが、トルクは同じままである。より重いシャーシと新しいバラストにより、車の重量は125 kg増加した。オリジナルのカーボンセラミックブレーキはスチールローターに交換された。リストリクターが装着され、車高も高められ、空力も見直された。

## モータースポーツにおける歴史

### ルノー・スポール・トロフィー
ルノー・スポール・R.S.01は、チームや視聴者からの関心が低いこと、またトロフィーシリーズを運営し続けるための高額な費用が原因で、2シーズン後の2016年にシリーズが打ち切りになるまで、同社のワンメイクシリーズであるルノー・スポール・トロフィーのホストカーであった。R.S.01が参戦した2シーズンで、アンドレア・ピッツィトラとピーテル・ショートホルストがプロクラスチャンピオン、ダリオ・カピタニオとファビアン・シラーがアマクラスチャンピオン、オレゴンチームとマルクVDSレーシングチームがチームチャンピオンに輝いた。
トロフィー仕様のR.S.01は引き続き他のレーシングシリーズに参戦し、プロトタイプクラスやスペシャルクラスに参戦した。2017年、エクイップ・ヴェルシュールとAFKモータースポーツはLMP3クラスにR.S.01で参戦し、LMP3プロトタイプと競った。エクイップ・ヴェルシュールは、ザントフォールト・サーキットラウンドのレース1で総合優勝を飾ったが、レース2でリタイアを余儀なくされた。2018年、フランスのチームDEMJは、2018年24H GTシリーズのカタロニア・サーキットラウンドにPFV-2プロトタイプクラスで参戦し、クラス優勝を果たした。

### グループGT3
2015年のルノー・スポール・トロフィーのシーズン最終戦から1週間も経たないうちに、ルノーはグループGT3スポーツカーレースへの進出を発表した。新しいR.S.01は、規制に準拠するために出力が低減され、重量が増加し、空気力学が見直されたことが特徴となる。
R.S.01の新しいGT3バージョンは、SROモータースポーツグループを通じてフランス自動車スポーツ連盟からホモロゲーションが与えられ、2015 FFSA GT選手権のシーズン最終戦でポール・リカール・サーキットで正式にデビューした。オープンクラスにはブートセン・ギニオン・レーシングとデュケイヌ・エンジニアリングがそれぞれ1台ずつ出走したが、いずれもレース中にリタイアを余儀なくされた。モンラウ・コンペティシオンも2015スーパーカー・チャレンジに参戦し、3戦に出場してスパ・フランコルシャンで優勝を飾った。
2016年、R.S.01 GT3は多くのレースシリーズに参加した。2016年の24Hシリーズには、A6-ProクラスでデュクインエンジニアリングとV8レーシング、A6-Amクラスでエクイップ・ヴェルシュールとブーツェン・ギニオンとともに参戦した。V8レーシングは、リュック・ブラームス、マックス・ブラームス、ニッキー・パストレッリ、ミゲル・ラモスがドライブする333号車で総合優勝を飾った。同レースでは、エキップ・フェルシュールとブートセン・ギニオンも、それぞれ2位と3位で表彰台に上った。2016年にはインターナショナルGTオープンにも初参戦し、V8レーシングとともに4度のクラス優勝を果たした。チームはR.S.01でシルバーストン・サーキットとレッドブル・リンクでさらに4回の表彰台を獲得した。モンラウ・コンペティシオンは2016年もスーパーカー・チャレンジに参戦し、スパとゾルダー・サーキットで開催されたベルギーの2ラウンドで、参加した4レース中2レースで優勝した。
2017年シーズン、24HシリーズでR.S.01で参加するチームの数は4チームから1チームに減少し、マシンはアラブ首長国連邦のチームGPエクストリームからA6-ProとA6-Amの両クラスにエントリーしてレースを続けることになった。チームはA6-Proで4位、A6-Amで13位となった。V de V耐久シリーズでも、シリーズの創設者であるエリック・ファン・デ・ヴィーバーがフランスのチームABスポーツオートとタッグを組み、2017年シーズンに参戦したR.S. 01 GT3でGTV1クラスに新たなチームが参戦した。彼らは2回の表彰台と3ポイントフィニッシュを獲得し、クラス3位でフィニッシュした。
GPエクストリームは2018年の24H GTシリーズでA6-Proクラスから離脱し、A6-Amがチームの主要なクラス分けとなり、シーズンを通して27号車でクラス3位を獲得するが、28号車は第1レースでリタイアしたためクラス分けされなかった。V de V耐久シリーズに関しては、ABスポーツオートは2018年にファン・デ・ヴィーバー抜きで参加した。チームはカタロニアラウンドに1度だけ参戦し、優勝を飾った。
R.S.01はその後数シーズン、24Hシリーズにエキップ・ヴェルシュールから単発参戦を続ける。2019年、R.S.01はカタロニアに参戦するが、88周でリタイア。2020年にはモンツァ・サーキットとホッケンハイムリンクに参戦し、両大会でGTクラスのポールポジションを獲得したが、その後リタイアした。2021年、エクイップ・ヴェルシューアはムジェロでポールポジションを獲得したが、再びリタイアしている。

### ニュルブルクリンク24時間レース
2017年と2018年のニュルブルクリンク24時間レースでは、ドイツのチームmcchip-dkr.comがルノー・スポールR.S.01でSP-Xクラスの耐久イベントに参戦した。チームは初挑戦で完走を果たせなかったが、翌年にはクラス2位、総合23位を獲得した。
| 開催年 | チーム                       | ドライバー                                                       | クラス | ラップ数 | 順位     | クラス順位 |
| ------ | ---------------------------- | ---------------------------------------------------------------- | ------ | -------- | -------- | ---------- |
| 2017   | GTronix 360° Team mcchip-dkr | ディーター・シュミットマン ヘイコ・ハンメル ドミニク・シュワガー | SP-X   | 88       | リタイア | リタイア   |
| 2018   | GTronix 360° Team mcchip-dkr | ディーター・シュミットマン ヘイコ・ハンメル クノ・ウィットマー   | SP-X   | 127      | 23rd     | 2nd        |

## R.S.01インターセプター
2016年の初めに、ルノーは R.S.01の警察仕様のコンセプト版を製作した。R.S.01には警察のカラーリング、ネオングリーンのストライプが施されており、警察のストロボライトが装備されている。同月、ルノーは警察仕様のR.S. 01のアクションを収めたビデオを公開した。WRCのベテランレーサー、ジャン・ラニョッティがハンドルを握り、高速道路でスピード違反のオートバイを追いかけ、ライダーを逮捕するという内容である。